# Ла-Росаледа
«Ла-Росаледа» или «Росаледа» (исп. Estadio La Rosaleda, буквально — «розарий, розовая аллея») — стадион в Малаге, домашняя арена футбольного клуба «Малага».
Стадион был открыт в апреле 1941 года, первый официальный матч здесь состоялся 14 сентября 1941 года. В 1982 году на «Ла-Росаледе» было проведено три матча чемпионата мира (по два матча между собой провели сборные Новой Зеландии, СССР и Шотландии). В истории стадиона семь матчей провела на нём сборная Испании по футболу. В 2000-е гг стадион был полностью реконструирован и заново открылся в 2006 году. Сегодня «Ла-Росаледа» вмещает 28963 зрителей, это четвёртый стадион Андалусии.